# Fred Timakata
Frederick Karlomuana Timakata, detto Fred (Emae, 1937 – 21 marzo 1995), è stato un politico vanuatuano, Presidente di Vanuatu dal 1989 al 1994.
Prete della Chiesa anglicana, è stato attivo in politica giungendo a ricoprire il ruolo di presidente del Parlamento di Vanuatu e di Presidente di Vanuatu, una prima volta, ad interim, nel suo ruolo di presidente del Parlamento (17 febbraio - 8 marzo 1984) e una seconda volta eletto per un mandato (30 gennaio 1989 - 30 gennaio 1994),